# Nives Madunić Barišić
Nives Madunić Barišić, hrvatska spisateljica za djecu. Napisala je ciklus detektivskih romana o istražitelju psu Melkioru i djevojčici Tari s kojima je osvojila brojne nagrade i priznanja. Novi serijal koji je pokrenula je o dogodovštinama Hane i Janka. Prva iz serijala namijenjena je početnicima u čitanju. Urednica je i dramaturginja na HRT-u. Nagrađivana je autorica dramskih i proznih tekstova. Za djecu je napisala nekoliko igrokaza, Mala zelena gusjenica, Naša je mama postala zmaj, Ispod zvončića se rodio kraljević i Luzer ili faca. Surađuje s kazalistima kao dramaturginja. Napisala je i romane Tajna čokoladnih bombona, Lunapark, Dlakava ljubav i Mrak ili strah.